# Чудо у 34. улици
Чудо у 34. улици (енгл. Miracle on 34th Street) америчка је божићна драмедија из 1947. године у режији и по сценарију Џорџа Ситона. Главне улоге тумаче Морин О’Хара и Џон Пејн. Радња се одвија између Дана захвалности и Божића у Њујорку, а фокусира се на ефекат Деда Мраза робне куће који тврди да је прави Деда Мраз.
Добитник је три Оскара, а такође је и био номинован за Оскара за најбољи филм. Постао је један од најпознатијих божићних филмова. Године 2005. изабран је за чување у Националном филмском регистру САД од стране Конгресне библиотеке због „културног, историјског или естетског значаја”.

## Радња
Кад види да унајмљени Деда Мраз посрће од алкохола, амбициозној Дорис Вокер учини се да је све пропало. Она је организаторка прославе Дана захвалности и Божића у њујоршкој робној кући Macy's, енергична млада жена која пијаном дедиции мора хитно пронаћи замену.
Случајно одабере Криса Крингла, симпатичног старца дуге беле браде који се одмах свиди њеној ћерки, и којем одело Деда Мраза стоји као саливено. Крис убрзо почне терати купце причом о превисоким ценама и тврдњом да је он прави Деда Мраз, чиме изазове незадовољство шефа Џулијана Шелхамера. Међутим, он убрзо схвати да Крингл на тај начин додатно привлачи купце, и тиме иритира његове конкуренте.

## Улоге
| Глумац         | Улога            |
| -------------- | ---------------- |
| Морин О’Хара   | Дорис Вокер      |
| Џон Пејн       | Глен Гејли       |
| Едмунд Гвен    | Крис Крингл      |
| Џин Локхарт    | Хенри Харпер     |
| Натали Вуд     | Сузан Вокер      |
| Портер Хол     | Гранвил Сојер    |
| Вилијам Фроули | Чарли Холоран    |
| Џером Кауан    | Томас Мара       |
| Филип Тонге    | Џулијан Шелхамер |